# 石油通訊
《石油通訊》，簡稱石訊，為台灣中油公司的企業刊物，1951年7月創刊發行，鉅細靡遺的記載了中油公司在臺灣的發展，是研究臺灣石油化學工業的重要文獻資料。《石油通訊》由「石油通訊編輯委員會」編輯、臺灣中油公司出版，2003年12月起紙本與電子版同步發行，目前單期發行量10000本。《石油通訊》記錄中油業務發展，扮演勞資溝通的橋樑，多次榮獲行政院勞工委員會優良刊物獎。

## 外部連結
- 台灣中油全球資訊網